# Георги Томалевски
Георги Христов Томалевски с псевдоними Боян и Гого е български писател, есеист, белетрист и публицист, един от основателите на Есеистичното общество в България, деец на Македонската младежка тайна революционна организация.

## Биография
Георги Томалевски е роден на 16 септември 1897 година в Крушево, тогава в Османската империя. Брат е на Наум Томалевски, член на Задграничното представителство на ВМРО и на Димитър Томалевски, също деец на ВМРО. В дома на родителите им (днес Музей на Илинденското въстание и Крушевската република) в Крушево се обявява Крушевската република по време на Илинденско-Преображенското въстание в 1903 година. След потушаването на въстанието цялото семейство се изселва в София, България.
Учи в началното училище „Св. св. Кирил и Методий“ в Мерджан махала, където учител му е Евтим Спространов. След смъртта на баща си през ноември 1913 година, учи в Техническото училище в София, където е съученик с Христо Смирненски.
През Първата световна война е писар в Българското военно представителство в Берлин.
През 1922 година Георги се запознава с Петър Дънов и става близък на Всемирното бяло братство. Той е един от основателите на списание „Житно зърно“, издание на общество „Бяло братство“. През 1923 година Георги Томалевски е привлечен от брат си Наум в ММТРО. Става член и на Крушевското благотворително братство, Македонския младежки съюз, Македонското студентско дружество „Вардар“ и публикува статии в списание „Родина“ и в други периодични печатни издания свързани с македонските организации. През 1925 година Георги завършва специалност физика и астрономия във Физико-математическия факултет на Софийския университет. През 1935 година Георги Томалевски е сред основателите на Есеистичното общество в България.
През 1941 година след освобождението на Вардарска Македония посещава родната си къща в Крушево. Негов личен архивен фонд се съхранява в Държавна агенция „Архиви“.

## Възгледи поМакедонския въпрос
Томалевски, макар и брат на член на Задграничното представителство на ВМРО, не е активен член на организазията. При разцеплението на ВМРО на михайловистко и протогеровистко крило подкрепя протогеровистите, към които се числи и брат му Наум.
| „ | ...правителствата на Гърция и Югославия под егидата на крал Александър Карагеоргиевич водят асимилаторска политика и задачата е да унищожат там всички спомени, че е имало българи- Макар че десетки видни учени и политици, посетили Македония и проучили нейния език, религия, нрави, битови особености, твърдят, че тя има изцяло български облик. И макар че историята безпогрешно утвърждава това, правителствата и шовинистичната интелигенция на тия страни гонят най-жестоко всеки, който дръзне да направи дори и най-далечния намек за това. Аз съм напълно съгласен, че македонецът по своя натюрел и нрав се отличава от българина от другите краища на българската земя, но това е дотолкова, доколкото се отличават хората от различните краища на страната... Моята цел е не да се всява омраза между българския и сръбския народ... Изтъквам тия факти, защото мисля, че не е позволено във века, в който живеем да се фалшифицира историческата истина. Такава груба фалшификацията е твърдението, че в Македония не е имало българи... На това място бих могъл да изпиша цели страници за големи издевателства от страна на сърбите в Македония, специално в Крушовско, които целят унищожението на всички следи от българско и паметници, които говорят, че тук са живели хора българи, с българско национално съзнание. Разрушаване надписи, изгаряне библиотеки и архиви, побоища над хора, които не са искали да свалят от магазините табелите с български надписи, и много други неща. Не тази е моята цел. Исках много накратко да изоблича лъжата, че в Македония не е имало никога българи. Аз казах и по-нагоре, че нямам нищо против да се наричам македонец, тъй като съм роден в земя, наречена Македония (макар че за мене нацията не е още никакъв белег за достойнството на човека и за великата тайна на неговото появяване на земята), но няма да бъде в духа на истинакат, ако кажа, че ние сме нещо друго освен българи от Македония. | “ |

## Творчество
- „Душата на Македония“, студия, (1927, 1941)
- „Огнена земя. Разкази за Македония“ (1928)
- „Безсмъртната“ роман (1936)
- „Всекидневните чудеса“, есета, (1941)
- „Прозорец към света“, новели, (1947)
- „Крушовската република. Героична художествена летопис“ (1954, 1968, 1981)
- „Воденските майстори“, новела, (1965)
- „Видо Каравидо“, новела, (1965)
- „Гурбетчии“, новела, (1965)
- „Цветя сред тръни. Новели за минали и по-нови времена“ 1972)
- „Вълшебен свят“, приказки, (1972)
- „Мраморната чешма“, повест, (1976)
- „Капитан Петко войвода Кирияков“, повест, (1976)
- „Кой е по-силен. Народни приказки и сказания“ (неиздадена)

За студията-есе „Душата на Македония“ (1927, 1941) и сборника есета „Всекидневните чудеса“ (1941) Георги Томалевски получава награда „За най-хубава литературна творба през 1941 година“.
Пенсионира се през 1958 година като учител по физика в 23 гимназия „Антим I“ (прераснала в 23 СОУ „Фредерик Жолио-Кюри“) София, оставяйки трайни спомени у учениците си. Умира през 1988 година в София.